# Leon Gradoń
Leon Gradoń (ur. 11 kwietnia 1947 w Szczekocinach) – polski naukowiec, profesor nauk technicznych, profesor zwyczajny Politechniki Warszawskiej, specjalista w zakresie inżynierii biomedycznej oraz inżynierii chemicznej i procesowej.

## Życiorys
Absolwent inżynierii chemicznej na Politechnice Warszawskiej (1969) oraz matematyki na Uniwersytecie Warszawskim (1975). W 1976 uzyskał stopień naukowy doktora na PW, habilitował się w 1981. W 1990 otrzymał tytuł profesora nauk technicznych.
Zawodowo związany z Politechniką Warszawską, w 1996 został profesorem zwyczajnym na Wydziale Inżynierii Chemicznej i Procesowej. Od 1999 do 2005 pełnił funkcję dziekana tego wydziału. Pracował także w Centralnym Instytucie Ochrony Pracy. Specjalizuje się w zagadnieniach z zakresu inżynierii chemicznej i procesowej oraz inżynierii biomedycznej. Był stypendystą Programu Fulbrighta w Cincinnati, wykładał jako visiting professor na uczelniach w USA, Austrii i Japonii. Jest autorem lub współautorem licznych publikacji naukowych, w tym kilkunastu monografii i podręczników akademickich, a także kilkudziesięciu patentów.
Był wiceprzewodniczącym Komitetu Inżynierii Chemicznej i Procesowej Polskiej Akademii Nauk, powoływany w skład rad i komitetów doradczych różnych organizacji i instytucji (m.in. Narodowego Centrum Badań i Rozwoju) oraz czasopism naukowych.

## Odznaczenia i wyróżnienia
Został odznaczony Złotym Krzyżem Zasługi (1993), Krzyżem Kawalerskim (2001) i Komandorskim (2014) Orderu Odrodzenia Polski.
W 2006 otrzymał Nagrodę Fundacji na rzecz Nauki Polskiej za „wyjaśnienie podstawowych procesów transportu w układach dwufazowych i ich wykorzystanie do opracowania nowych konstrukcji filtrów wgłębnych”. W 2018 znalazł się na liście „wielkich wynalazców i konstruktorów 100-lecia” opracowanej przez tygodnik „Do Rzeczy”.